# Orazio Soricelli
Orazio Soricelli (Calvi San Nazzaro, 9 luglio 1952) è un arcivescovo cattolico italiano, dal 3 giugno 2000 arcivescovo di Amalfi-Cava de' Tirreni.

## Biografia
Nasce a Calvi San Nazzaro, in provincia e arcidiocesi di Benevento, il 9 luglio 1952.

### Formazione e ministero sacerdotale
Studia nel seminario arcivescovile di Benevento, dove ha conseguito il baccellierato.
Il 4 gennaio 1976 è ordinato diacono, nella chiesa di Santa Maria della Verità a Benevento, dall'arcivescovo Raffaele Calabria, che l'11 settembre seguente lo ordina anche presbitero, nella chiesa di Santa Maria Assunta ad Apice.
Dopo l'ordinazione è vicerettore del seminario regionale. Nel 1977 è nominato vicario parrocchiale di San Modesto al rione Libertà a Benevento; ne diviene parroco nel 1986. Dal 1987 al 2000 è parroco della Santissima Addolorata, nella stessa città.
Al momento della nomina episcopale era anche vicario foraneo della zona pastorale di Benevento, direttore diocesano e regionale delle Pontificie Opere Missionarie, assistente delle comunità neo-catecumenali beneventane, nonché membro del consiglio pastorale diocesano e dell'Istituto dei Paolini "Gesù Sacerdote".

### Ministero episcopale
Il 3 giugno 2000 papa Giovanni Paolo II lo nomina arcivescovo di Amalfi-Cava de' Tirreni; succede a Beniamino Depalma, precedentemente nominato vescovo, con il titolo personale di arcivescovo, di Nola. Il 30 giugno successivo riceve l'ordinazione episcopale, nella cattedrale di Benevento, dal cardinale Michele Giordano, co-consacranti gli arcivescovi Serafino Sprovieri e Beniamino Depalma. Il 23 settembre prende possesso dell'arcidiocesi.
Indice uno speciale anno giubilare dedicato al beato Bonaventura da Potenza, che si apre il 26 ottobre 2011, terzo centenario della morte del beato.

## Genealogia episcopale
La genealogia episcopale è:
- Cardinale Scipione Rebiba
- Cardinale Giulio Antonio Santori
- Cardinale Girolamo Bernerio, O.P.
- Arcivescovo Galeazzo Sanvitale
- Cardinale Ludovico Ludovisi
- Cardinale Luigi Caetani
- Cardinale Ulderico Carpegna
- Cardinale Paluzzo Paluzzi Altieri degli Albertoni
- Papa Benedetto XIII
- Papa Benedetto XIV
- Cardinale Enrico Enriquez
- Arcivescovo Manuel Quintano Bonifaz
- Cardinale Buenaventura Córdoba Espinosa de la Cerda
- Cardinale Giuseppe Maria Doria Pamphilj
- Papa Pio VIII
- Papa Pio IX
- Cardinale Alessandro Franchi
- Cardinale Giovanni Simeoni
- Cardinale Vincenzo Vannutelli
- Cardinale Giovanni Battista Nasalli Rocca di Corneliano
- Cardinale Marcello Mimmi
- Arcivescovo Giacomo Palombella
- Cardinale Michele Giordano
- Arcivescovo Orazio Soricelli